# Xenodomus taxi
Xenodomus taxi är en svampart som beskrevs av Petr. 1922. Xenodomus taxi ingår i släktet Xenodomus, divisionen sporsäcksvampar och riket svampar.   Inga underarter finns listade i Catalogue of Life.